# Немишлянське (електродепо, Харків)
Електродепо «Немишлянське» (ТЧ-1, до травня 2022 — «Моско́вське») — найстаріше електродепо
Харківського метрополітену. Обслуговує Холодногірсько-Заводську лінію і Олексіївську лінію.
Депо розташоване під Комунальним шляхопроводом в районі ст. м. «Турбоатом».
Депо має сполучну гілку із станцією Харків-Слобідський для передачі вагонів метрополітену, що перевозяться залізницею.

## Історія
- 1975 — Здано першу чергу депо (16 канав, 14 з яких розраховані на 28 п'ятивагонних потяги та 2 канави для ремонтних робіт).
- 1978 — Завершено будівельні роботи в електродепо (додані 3 канави для відстою ще 6 п'ятивагонних потягів).

## Облаштування депо
Депо з'єднується зі станцією «Турбоатом» двоколійною сполучною гілкою. В електродепо використовується обкатувальна гілка, розворотне коло (трансбордер) і сполучна гілка (так званий «гейт») з під'їзними коліями до станції «Харків-Слобідський».

## Лінії, які обслуговуються
| # | Лінія                          | Роки   |
| - | ------------------------------ | ------ |
| 1 | Холодногірсько-Заводська лінія | З 1975 |
| 3 | Олексіївська лінія             | З 1995 |

## Рухомий склад
- Єж3
- Єм508Т
- 81-717/714 та їх модифікація 81-717.5/714.5.
- 81-718/719
- 81-710.1

Серед спеціального рухомого складу є:
- Вагон-лабораторія СЦБ (№ 5918)
- Коліявимірювач (№ 2302)
- Мотовози і обслуговувальні потяги

## Інше
- Загалом в депо налічується 218 пасажирських вагонів, з них 87 головних.
- Середньодобовий пробіг вагонів на Холодногірсько-Заводській лінії — 378,7 км, по Олексіївськії — 341,7 км.
- Система депо має у своєму складі 31 залізничну стрілку.
- Довжина колій, що обслуговує депо — близько 26 кілометрів, при нормі на 1 депо максимум 20 км. Ця проблема має вирішитися після побудови Олексіївського електродепо. Станом на 2019 рік будівництво самого ТЧ-3 не розпочато.